# Verém Ziunacano
Verém (em armênio: Վրէն; romaniz.: Vrēn) foi um nobre armênio (nacarar) do século V da família Ziunacano, ativo durante o reinado do xainxá Isdigerdes II (r. 438–457).

## Nome
Verém (Վրէն, Vrēn) é um nome de origem iraniana, que segundo Hračʻya Ačaṙyan é formado por vir, "pai, homem", e o sufixo -ēn (-էն), que é comumente empregado para formar advérbios. Segundo Hrach Martirosyan, o nome deriva do persa médio Virim (Wīrin), que por sua vez derivou do iraniano antigo Vira-aina (*Vīr(a)-aina-; de *vīra-, "homem"). Está etimologicamente relacionado ao elamita Mirina. Ferdinand Justi propôs que também esteja relacionado ao nome gálata Breno (Βρέννος, Brénnos).

## Contexto

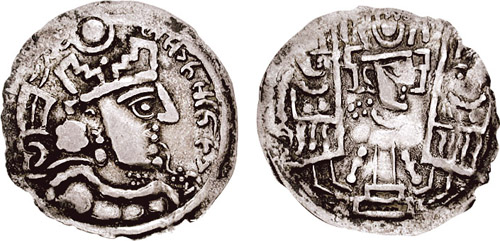
Dracma de r.

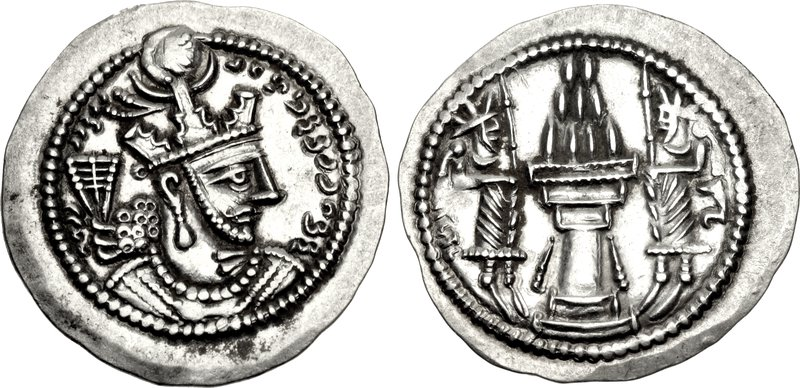
Dracma de r.

Em 428, os nacarares da Armênia peticionaram ao xainxá Vararanes V (r. 420–438) para que destronasse o rei Artaxias IV (r. 422–428) e abolisse a dinastia arsácida. Para governar o país, Vemir-Sapor foi nomeado como marzobã e e Vaanes II foi designado à tenência real. Vemir-Sapor morreu em 442, após uma administração considerada justa e liberal, na qual conseguiu manter a ordem sem ferir o sentimento nacional de frente. Vasaces I substituiu-o como marzobã. Vararanes permitiu a manutenção do cristianismo, enquanto procurava acabar com a influência do Império Bizantino sobre a Igreja da Armênia ao anexá-la à Igreja do Oriente. Contudo, seu filho e sucessor, Isdigerdes II (r. 438–457), era um pietista masdeísta e se comprometeu a impor o masdeísmo na Armênia.

## Vida
A parentela de Verém é desconhecida, salvo que pertencia à família Ziunacano. De acordo com Lázaro de Farpe, esteve presente no Concílio de Artaxata convocado pelo católico José I, o marzobã Vasaces Siuni, o asparapetes Vardanes II e o vitaxa da Marca da Ibéria Axuxa II. A intenção do encontro, ocorrido em 450 segundo Nicholas Adontz, era responder ao edito enviado por Mir-Narses, em nome de Isdigerdes, que exigia que a nobreza armênia se convertesse ao zoroastrismo.